# لیگامان مایل خلفی
لیگامان مایل خلفی posterior oblique ligament POL  جزو کمپلکس لیگامان کولترال مدیال MCL complex و جزو عناصر گوشه خلفی داخلی posteromedial corner PMC زانو است. از کوندیل مدیال فمور منشأ گرفته و به سه بازو تقسیم می‌گردد. بازوی فوقانی یا کپسولر به کپسول خلفی و لیگامان مایل پوبلیته oblique popliteal ligament متصل می‌شود. بازوی سنترال یا اصلی یا تیبیال به قسمت خلفی داخلی کوندیل مدیال تیبیا متصل شده و اصلی‌ترین قسمت انست. بازوی دیستال یا اینفریور یا سطحی کم‌اهمیت‌ترین بازو بوده و به سطح تاندون سمی ممبرانوس می‌چسبد.

## نگارخانه

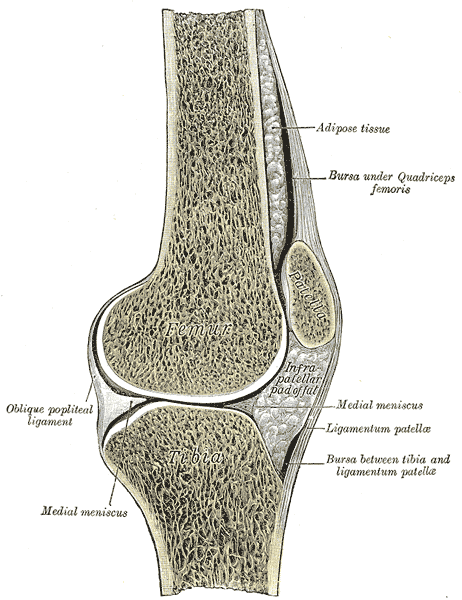